# Osiedle Toruńskie (Inowrocław)
Osiedle Toruńskie – osiedle miasta Inowrocław.
Zameldowanych na tym osiedlu jest około 8 tys. mieszkańców.

## Komunikacja
Na osiedle można dojechać autobusem MPK linii 27, 10, 12, 8, 1.

## Szkolnictwo
Na osiedlu znajduje się Szkoła Podstawowa nr 1, Szkoła Podstawowa nr 2, Szkoła Podstawowa nr 16 oraz dwa przedszkola.

## Zabudowa
Zabudowa osiedla to przede wszystkim bloki 4 piętrowe, kamienice, oraz nieliczne domki jednorodzinne.

## Sklepy i restauracje
Na osiedlu Toruńskim znaleźć można wiele supermarketów i lokalnych sklepów np. Lewiatan, Lidl, Biedronka, Żabka, Aldi.

## Inne
Na osiedlu znajduje się m.in. basen kryty "Wodny Park" z sauną, siłownią i kawiarnią, sezonowe lodowisko, zakłady pogrzebowe, kościół pw. ZMP, oraz Bazylikę mniejszą NMP.